# Balugyánszky József
Felsőolsvai Balugyánszky József (Istánc, 1825. március 1. – Besztercebánya, 1882. április 2.) pap, szentszéki ülnök.

## Élete
Atyja, Balugyánszky Antal, cékei görög katolikus pap korán elhunyt. A 6 éves korában árvaságra jutott gyermek egész neveltetését anyai nagyatyja, Kremniczky József vállalta magára és őt a kellő előkészületek után Sátoraljaújhelyre vitte a piaristák gimnáziumába, ahol a négy alsóbb osztályt elvégezte. Innen a humaniórák befejezése végett Ungvárra került. A bölcseleti tanfolyamot Kassán végezte, majd a Munkács egyházmegyei növendék papok közé lépett és mint ilyen 1842. évben az esztergom-főmegyei primatiális nagyszombati papnevelő intézetbe került teológiai és egyházi továbbképzés végett. 
1846-ban befejezvén pályájához szükséges tanulmányait, 1847. március 1-jével az ungvári királyi nagyobb gimnázium VI. osztály tanszékére került, mely minőségben 9 és fél évet töltött, egészen a gimnáziumnak 1856-ban nyolc osztályúvá történt szervezéséig. 1854-ben mielőtt misés pappá szenteltette volna magát, újhelyi Jakab szécskeresztúri görög katolikus plébános és kanonok leányával, Máriával kelt egybe, mely boldog házasságából öt gyermeke született. Az 1857/8-as tanév kezdetével, miután belátta, hogy a sors nemcsak pappá, de tanítóvá is rendelte, magasabb kiképzését előmozdítandó Bécsbe ment a császári és király egyetemre a klasszika-filologia tanulmányozása végett. Ismeretekkel megrakodtan 1861-től a lőcsei főgimnáziumban tanított, előbb ugyan még helyettes minőségben, de a tanári vizsgálatnak 1863-ban történt letétele után rendes tanár lett. 21 évet töltött eme intézetnél mint tanár és az 1870. évben az igazgatói állomás megüresedése következtében egy évig mint helyettes igazgató is volt. Az 1871/2. tanév április havában miniszteri áthelyezés alapján a besztercebányai főgimnáziumhoz ment. 15 évet töltött ott, majd 1882. április 2-án hosszabb betegség után elhunyt. 
A tanítás terén szerzett érdemeit irodalmi munkálkodásával is szaporította. Már ifjúkorában írogatott. A pesti növendék papság által 1830-ban alkotott „Magyar Iskola“ mintájára a nagyszombati papnevelő intézet lelkes ifjai is kört alkottak és Balugyánszky József mint ezen szeminárium növendéke és a magyar irodalom lelkes tanulója e körhöz csatlakozott, s a „Korszerű erkölcsi iratok az ifjúság számára“ című kiadványban közreműködött. Ismereteit és látókörét szélesbítendő utazást is tett a nagy szünidők alatt, ennek eredményei lettek az 1851-ben a Budapesti Hírlap tárcáiban megjelent rajzai: „Úti naplómból, Belgrád, Triest, Velence.“ Dolgozott a „Kalauz“-ban, a „Független lapok“ tárcája tőle hozta „A római élet Augusztus korában, A korabeli költők rajza“ stb. értekezéseket. Több értekezése megjelent az ungvári és lőcsei gimnáziumok évi értesítőjében. 

## Munkái
Cikkei: Eszmetöredékek az irályról és a Városok eredete s elpusztulásáról. Megjelentek az ungvári kath. gymnasium 1852. és 1855. Programmjában és két más értekezése: A pogány, görög s latin klassikusok tanulmányozása és De administratione justitiae divinae in Homeri carminibus, a lőcsei kath. gymnasium 1863. 1866. Értesítőjében.